# Antonio del Rosal Vázquez de Mondragón
Antonio del Rosal Vázquez de Mondragón (Loja, Granada, 1846 - Badajoz, 25 de agosto de 1907) fue un general de Infantería español, hijo de Francisco del Rosal Badía y Rosario Vázquez de Mondragón y Henríquez de Luna.

## Biografía
Siendo teniente, en Cuba, fue prisionero de los Mambises en 1873. Liberado y vuelto a la Península, luchó en la tercera guerra carlista, recibiendo varios balazos en la toma de Ripoll.
Escribió varios libros sobre temas militares, entre ellos un proyecto de reorganización del Ejército en 1899 con motivo de las pérdidas de las colonias de ultramar (Cuba, Puerto Rico y Filipinas), titulado La pérdida de las Colonias o un ejército en pie de guerra, y otro especialmente atractivo y chispeante, titulado En la Manigua, Diario de mi cautiverio en 1875, con una segunda edición en la imprenta del Indicador de los Caminos de Hierro, en el año 1879.
Casó en Montefrío con Dolores Rico y Fuensalida, de cuyo matrimonio nacieron: Francisco, Margarita, Rafael y Antonio del Rosal y Rico.
Antes de cumplir 28 años, ya era coronel graduado. En una recepción en el Palacio Real en 1902 (organizada por la Casa Real), al saludarle la reina María Cristina se extrañó de verlo todavía coronel, diciéndole: «Todavía eres coronel, Rosal; nada, nada, en la primera vacante que corresponda a mi prerrogativa ascenderás»; y así fue. Tenía tantas condecoraciones, que hubo la necesidad de pedir autorización para que también en el lado derecho y hasta por los hombros se las pudiera poner.
Por sus obras relativas a temas militares recibió dos cruces, de segunda clase, al mérito militar con distintivo blanco y una mención honorífica. También recibió la medalla de sufrimientos por la patria, cruz, de segunda clase, al mérito militar con distintivo rojo, cruz, de tercera clase, al mérito militar con distintivo blanco. Cruz, placa y gran cruz de la orden de San Hermenegildo.

## Cautiverio
Durante su cautiverio estaba convencido de que los mambises lo iban a matar, ya que se trataba de una guerra sin cuartel y los rebeldes cubanos carecían de lugares para conservar a los prisioneros. Dadas las simpatías que se ganó, Salvador Cisneros le concedió como gracia especial concederle la clase de muerte que el mismo eligiera. Hecho así dijo: «Quiero morir de viejo», lo que hizo que todos se rieran y se emocionase Eduardo Machado. Finalmente fue liberado en virtud de un indulto de Carlos Manuel de Céspedes.